# Crossoloricaria
Crossoloricaria (Кроссолорікарія) — рід риб групи Pseudohemiodon з триби Loricariini підродини Loricariinae родини Лорікарієві ряду сомоподібні. Має 5 видів. Наукова назва походить від грецького слова krossoi, тобто «пензлик», та латинського слова lorica — «панцир зі шкіри».

## Опис
Загальна довжина представників цього роду коливається від 10 до 18,3 см. Є 3 пари вусів помірної довжини, найдовші розташовані на верхній щелепі. Губи наділені присосками. Рот помірно великий, зубів більше на нижній щелепі. Тулуб кремезний. Скелет складається з 31-36 хребців. Черево не повністю вкрито кістковими пластинами, його середня частина вкрита подвійним рядком пластин. Промені усіх плавців розгалужені. Спинний плавець помірно довгий, з 1 жорстким шипом. Грудні плавці доволі довгі, сягають черевних плавців. Анальний плавець невеличкий, має 1 жорсткий промінь.

## Спосіб життя
Це демерсальні риби. Воліють до прісних вод. Річкові види живуть на помірній течії. Риби цього роду ведуть донний спосіб життя і живуть виключно на піщаних ґрунтах. Живляться личинками комах і рештками рослинності.
Самиця відкладає від 30 до 60 яєць. Самці ікру виношують на губі.

## Розповсюдження
Мешкають у басейні річок Амазонка (верхня частина), Магдалена, Ріо-Гранде, а також в озері Маракайбо (Венесуела, Колумбія, Еквадор, Болівія та Перу). Зустрічаються в річках Панами, що впадають у Тихий океан.

## Види
- Crossoloricaria bahuaja (дійсна назва: Rhadinoloricaria bahuaja)
- Crossoloricaria cephalaspis
- Crossoloricaria rhami (дійсна назва:Rhadinoloricaria rhami)
- Crossoloricaria variegata
- Crossoloricaria venezuelae